# Mortierella globulifera
Mortierella globulifera är en svampart som beskrevs av O. Rostr. 1916. Mortierella globulifera ingår i släktet Mortierella och familjen Mortierellaceae.   Inga underarter finns listade i Catalogue of Life.